# Tupolev Tu-244
Il Tupolev Tu-224 fu un prototipo di velivolo supersonico, sviluppato migliorando il Tupolev Tu-144. Avrebbe dovuto essere molto avanzato tecnologicamente, usando anche combustibile criogenico potendo così avere un'autonomia di circa 10 000 km. Avrebbe potuto trasportare fino a 320 passeggeri. Il progetto del Tu-224 venne però cancellato nel 1993. Se il progetto non fosse stato sospeso, il Tu-224 sarebbe stato il secondo aereo da trasporto supersonico russo e il terzo nel mondo dopo il Tupolev Tu-144 e il Concorde. Il primo volo del Tu-224 era programmato per il 2025.

## Storia

### Sviluppo
La progettazione del Tu-224 iniziò intorno al 1979, un anno dopo il ritiro dal servizio del Tu-144; il progetto terminò nel 1993, quando venne cancellato. Sebbene il Tu-224 non venne realizzato furono fatti grandi studi che ridussero la resistenza all'aria durante il volo a Mach 2. Il progetto del Tu-244 è stato presentato al Paris Air Show di Le Bourget nel 1993. Attualmente Tupolev sta continuando le ricerche per lo sviluppo di un velivolo di linea supersonico, il Tupolev Tu-444.

### Tecnica
L'intera fusoliera e l'attacco delle ali doveva essere composto principalmente in materiali compositi e titanio. I motori, quattro Kuznetsov NK-32, gli stessi montati sul Tupolev Tu-160 avrebbero dovuto avere prestazioni molto alte, era stato infatti deciso di alimentarli con combustibile criogenico.

### Differenze tra il Tu-224 e il Tu-144
La più evidente differenza tra il Tupolev Tu-224 e il Tupolev Tu-144, modello da cui deriva, è il muso. Infatti nel Tu-144 il muso poteva essere inclinato verso il basso per favorire ai piloti la visuale necessaria per l'atterraggio. Nel Tu-224 la visuale ai piloti viene offerta tramite apposite telecamere poste appunto sul muso.